# Johannesjaure
Johannesjaure är en sjö i Kiruna kommun i Lappland och ingår i Torneälvens huvudavrinningsområde. Johannesjaure ligger i Rautas fjällurskog Natura 2000-område.